# Cent vint-i-u
El nombre 121 (CXXI) és el nombre natural que segueix el nombre 120 i precedeix el nombre 122.
La seva representació binària és 1111001, la representació octal 171 i l'hexadecimal 79.
La seva factorització en nombres primers és 11²; altres factoritzacions són 1×121 = 11².
Es pot representar com a la suma de tres nombres primers consecutius: 37 + 41 + 43 = 121; és un nombre gairebé primer: 11 × 11 = 121.